# Over and Over (sång)
Over and Over är en sång skriven av Robert James Byrd, mer känd som Bobby Day. Den spelades in och utgavs av honom som b-sida till hans stora singelhit "Rockin' Robin" 1958. Den blev populär på egen hand och nådde plats 41 på amerikanska singellistan. Den framgångsrikaste inspelningen av låten gjordes av The Dave Clark Five några år senare. Den toppade som enda låt av gruppen amerikanska singellistan vid jul 1965 och kom även att bli en hit i Sverige och Tyskland tidigt 1966. I hemlandet Storbritannien där gruppen hade många hitsinglar stannade den däremot på plats 45 på listan.

## Listplaceringar
| Lista (1965-1966) | Position              |
| ----------------- | --------------------- |
| Kanada            | 1 (RPM)               |
| Nya Zeeland       | 3 (NZ Listner)        |
| Storbritannien    | 45 (UK Singles Chart) |
| Sverige           | 3 (Kvällstoppen)      |
| Sverige           | 2 (Tio i topp)        |
| USA               | 1 (Billboard Hot 100) |
| Västtyskland      | 12                    |